# Monasterio de Saghmosavank
Saghmosavank (en armenio Սաղմոսավանք) o el monasterio de los salmos es un monasterio armenio situado en el marz de Aragatsotn, a una veintena de kilómetros de Ereván, a una altura que destaca en el valle de Kasakh. Corresponde a un segundo momento del desarrollo de la arquitectura medieval armenia, en el siglo XIII.

## Ubicación geográfica

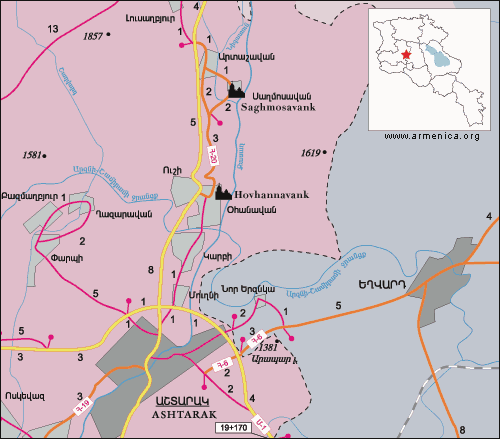
Ubicación de Saghmosavank.

El monasterio está ubicado en el marz (provincia) de Aragatsotn, en la aldea de Saghmosavan a 5 kilómetros al norte de Ohenavan. y a una veintena de kilómetros de Ereván. Fue construido cerca del río Kasakh. Está unido por un antiguo sendero con Hovhannavank, situado a 5 kilómetros al sur.